# Kota (ort i Indien, Chhattisgarh)
Kota är en ort i Indien.   Den ligger i distriktet Bilāspur och delstaten Chhattisgarh, i den centrala delen av landet, 900 km sydost om huvudstaden New Delhi. Kota ligger 333 meter över havet och antalet invånare är 15 582.
Terrängen runt Kota är platt. Runt Kota är det tätbefolkat, med 308 invånare per kvadratkilometer. Närmaste större samhälle är Ratanpur, 14,9 km öster om Kota. Trakten runt Kota består till största delen av jordbruksmark.